# Miami Beach
Miami Beach er en by i Miami-Dade County i Florida i USA. Byen har et areal på 48,5 km² og 82.890 (2020) indbyggere. Miami Beach ligger i det sydøstlige Florida på østkysten cirka 6 kilometer nordøst for Miami. Byen blev grundlagt i 1912 og består næsten udelukkende af hoteller og strandvillaer.